# Едимоновские Горки
Еди́моновские Го́рки — деревня в Конаковском районе Тверской области. Входит в состав Юрьево-Девичьевского сельского поселения.

## География
Деревня находится в юго-восточной части Тверской области, на левом берегу реки Волга, на расстоянии примерно 17 км к юго-западу от города Конаково, административного центра района.

### Часовой пояс
Деревня Едимоновские Горки, как и вся Тверская область, находится в часовой зоне МСК (московское время). Смещение применяемого времени относительно UTC составляет +3:00.

## История
Деревня выделилась из соседней деревни Едимоново в 1930-е годы, когда здесь был создан колхоз «Едимоновские Горки».

## Население
| 2010 |
| ---- |
| 8    |

### Национальный состав
Согласно результатам переписи 2002 года, в национальной структуре населения русские составляли 100 % из 7 чел.

## Инфраструктура
В деревне находится база отдыха «Edimonovo Village».